# Patrick Waltz
Patrick Waltz (Akron, 6 dicembre 1924 – Burbank (contea di Los Angeles), 13 agosto 1972) è stato un attore statunitense.
Waltz nacque ad Akron, Ohio, il più giovane dei due figli di Frank e Lucy Leona (nata Dugan) Waltz. Waltz frequentò la Coventry High School.
Il 29 maggio 1943, all'età di 18 anni, si arruolò nell'esercito degli Stati Uniti e prestò servizio per tre anni durante la seconda guerra mondiale. Fu congedato dal servizio il 7 aprile 1946. Iniziò la sua carriera nel 1950, recitando nel film The Sun Sets at Dawn, accreditato come Philip Shawn. Apparve poi in Flight Nurse (1953). Apparve anche nel film del 1954 It Should Happen To You, e nello stesso anno interpretò il detective Strauss in The Human Jungle.
Altre apparizioni cinematografiche includono Until They Sail (1957), Queen of Outer Space (1958), It Happened at the World's Fair (1963), Good Neighbor Sam (1964), The Silencers (1966) e The Devil's Brigade (1968). È stato guest star in programmi televisivi tra cui 77 Sunset Strip, McHale's Navy, Bat Masterson, Tombstone Territory, 26 Men, Death Valley Days, The Twilight Zone e The Mod Squad.

## Vita privata e morte
Waltz sposò Phyllis Dolores Showalter il 27 settembre 1941 dal vice impiegato dell'ufficio del giudice testamentario della contea di Summit, Ohio, Dean Fay. Waltz aveva 16 anni e Showalter compiva 18 anni, ma entrambi sono indicati come 17enni. La sua età è erroneamente registrata come "17 anni il 6 dicembre 1940". La patente è stata rilasciata il 23 settembre 1941. Figlia di Earl W. e Bertie (Calvert) Showalter, i suoi genitori sono indicati come coloro che hanno dato il loro consenso per la figlia ancora minorenne (17) sulla domanda di patente.
Waltz morì il 13 agosto 1972 "dopo una lunga malattia" al Providence Saint Joseph Medical Center di Burbank, California, all'età di 47 anni. Gli sopravvissero tre figli, le sue ex mogli, suo fratello e sua madre.